# Salurnis lastendis
Salurnis lastendis är en insektsart som beskrevs av Medler 1992. Salurnis lastendis ingår i släktet Salurnis och familjen Flatidae. Inga underarter finns listade i Catalogue of Life.